# Nothofagus rutila
Nothofagus rutila är en tvåhjärtbladig växtart som beskrevs av Pierfelice Ravenna. Nothofagus rutila ingår i släktet Nothofagus och familjen Nothofagaceae. Inga underarter finns listade i Catalogue of Life.

## Bildgalleri

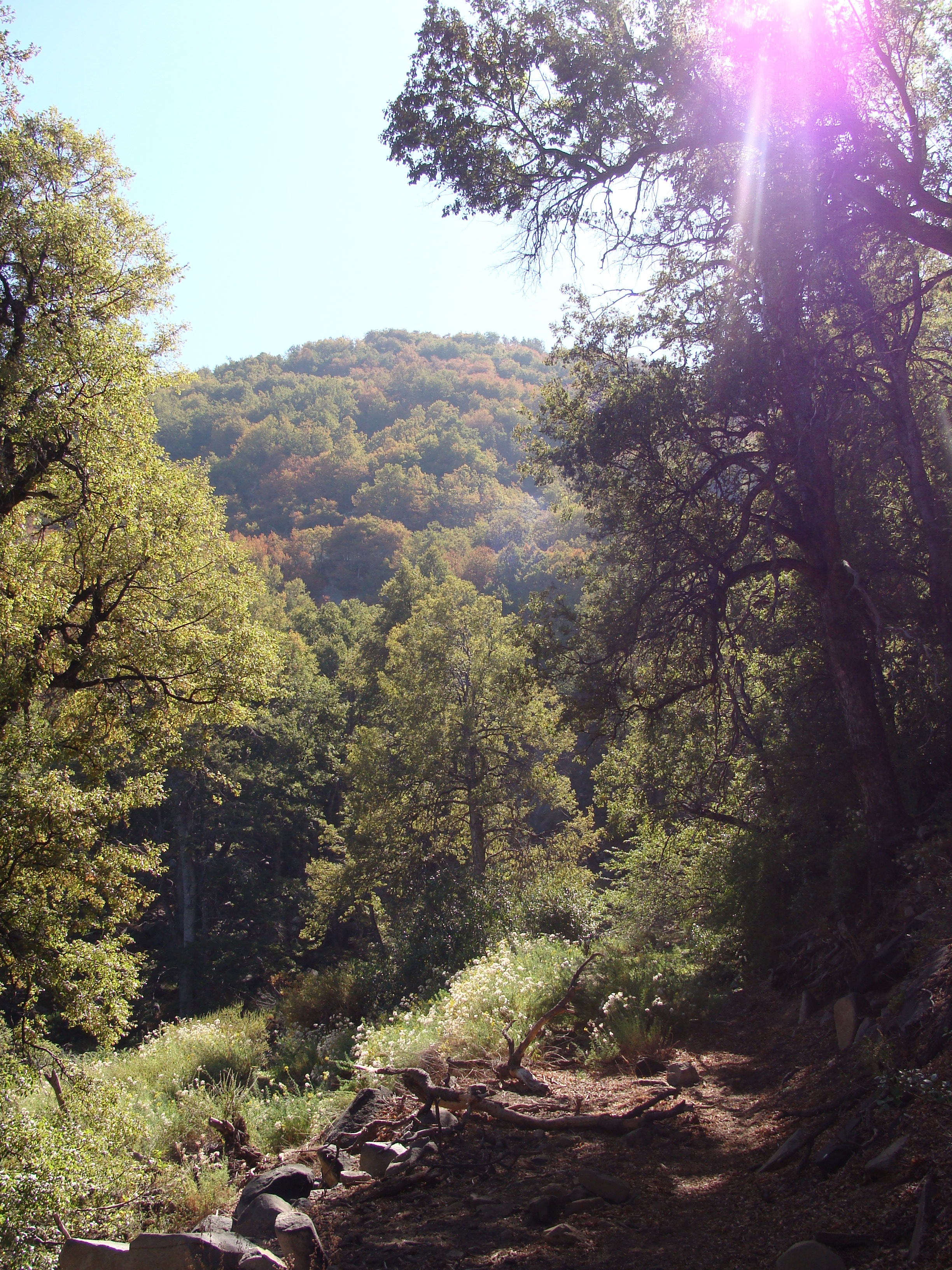
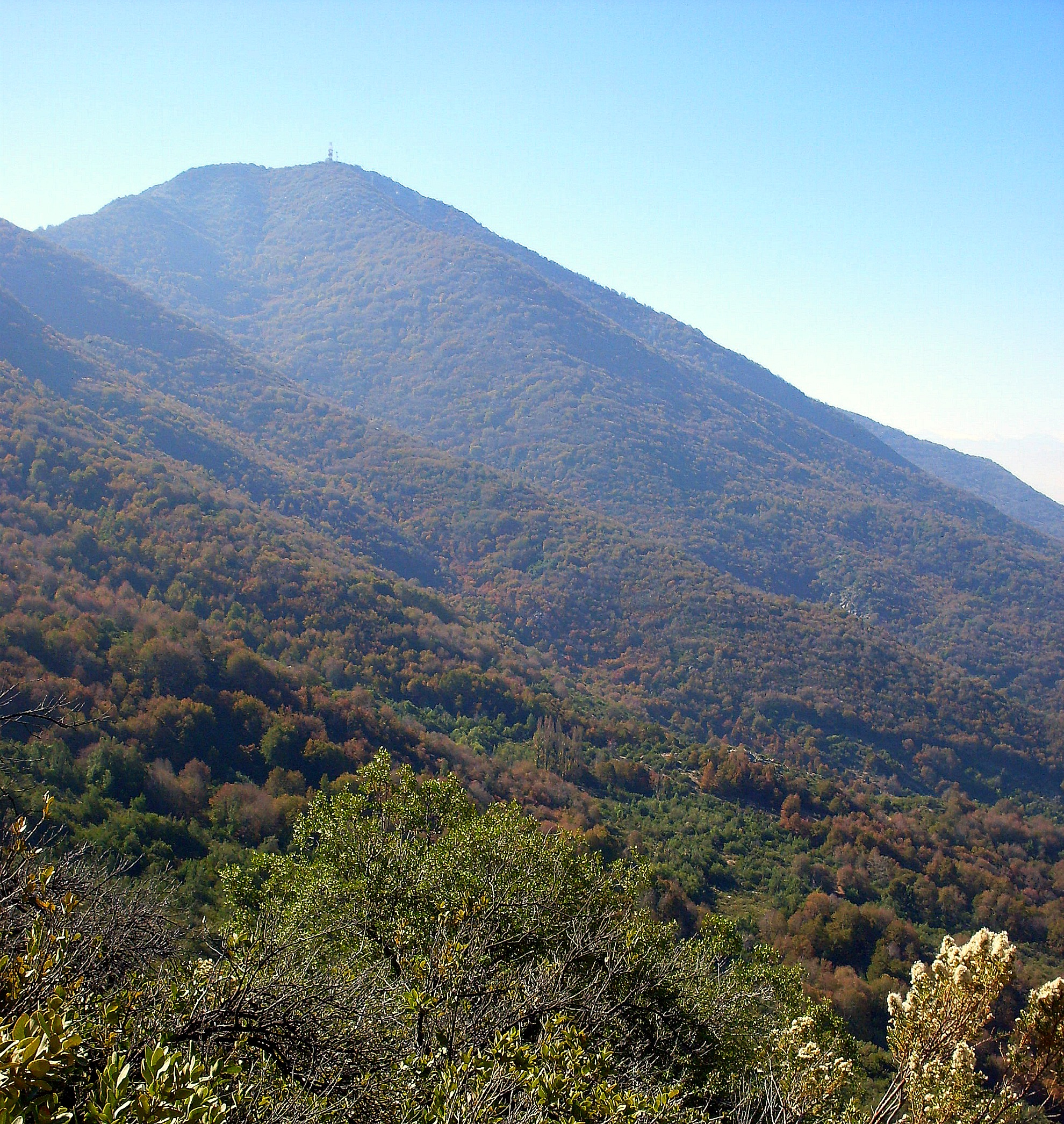